# Nakano (Tóquio)
Nakano (中野区, Nakano-ku) é uma região especial da Metrópole de Tóquio, no Japão.
Em 1º de maio de 2015, Nakano tinha uma população estimada de 322.731 e uma densidade populacional de 20.701 pessoas por km². A área total é 15.59km².
Nakano está localizada à oeste de Shinjuku.

## Geografia
Cinco regiões especiais estão ao redor de Nakano: Shinjuku, Suginami, Nerima, Shibuya e Toshima. 
Nakano possui os seguintes rios em sua região: Kanda, Myosho-ji e Zenpuku-ji e o Aratama.

## História
Nakano foi fundada em 1 de outubro de 1932, quando as cidades de Nogata e Nakano foram absorvidas pela antiga Cidade de Tóquio. A administração atual data de 15 de março de 1947, quando a ocupação aliada reformou a administração de Tóquio.
- 1447: Ōta Dōkan derrotou Toshima Yasutsune em uma batalha na região.
- 1606: O Naruki Kaidō, predecessor do Ome Kaido de hoje (estrada para Ome) foi estabelecida.
- 1695: Em conexão com o Shorui Awaremi no Rei (uma lei para a proteção de animais), é aberta uma instalação para manter e cuidar dos cachorros selvagens.
- 1871: As doze aldeias que compõem o atual Nakano tornaram-se parte da Prefeitura de Tóquio.
- 1889: Aberta a ferrovia Kofu, precursor da Linha principal de Chuo de hoje incluía uma estação em Nakano a caminho de Shinjuku para Hachioji.
- 1897: Nakano se torna uma aldeia.
- 1932: Cidade de Tóquio se expande para abranger o distrito que incluiu Nakano.
- 1943: Com a abolição da cidade de Tóquio, Nakano passa a fazer parte de Tóquio.
- 1947: Nakano se torna uma das regiões especiais sob o novo sistema.
- 1961: O sistema de metrô de Tóquio se estende até Nakano.
- 1973: A construção do Nakano Sun Plaza perto da Estação Nakano atinge a conclusão.

## Distritos e bairros
| Nakano - Chuo - Higashinakano - Honcho - Minamidai - Nakano - Yayoimachi Nogata - Arai - Daiwacho - Eharacho - Ekoda - Kamisaginomiya - Kamitakada - Maruyama - Matsugaoka - Nogata - Numabukuro - Saginomiya - Shirasagi - Wakamiya |

## Atrações turísticas
- Arai Yakushi: Templo budista Shingon.
- Centro Cultural Moriyama.
- GRIPS International House: apartamentos para estudantes estrangeiros que estudam no National Graduate Institute for Policy Studies.
- Museu de História e Folclore de Nakano.
- Nakano Broadway: centro comercial contendo vários andares com lojas especializadas em arcades, mangás, animes, ídolos, músicas, brinquedos e subcultura[3][4].
- Nakano Sun Mall: centro comercial com várias lojas especializadas em brinquedos, músicas e fliperamas[5].
- Nakano Sun Plaza: sala de concertos musicais.
- Parque Arai Yukashi.
- Parque Philosophy Hall.
- Templo Tahozen Joganji.
- Templo Hozen-ji.

## Educação

### Escolas públicas
As escolas públicas de ensino fundamental e médio são administradas pelo Conselho de Educação de Nakano. As escolas secundárias públicas são operadas pelo Conselho de Educação do Governo Metropolitano de Tóquio.
- Escola Secundária de Fuji.
- Escola Secundária de Minorigaoka.
- Escola Secundária de Musashigaoka.
- Escola Secundária Técnica de Nakano.
- Escola Secundária de Saginomiya.
- Escola Secundária Comercial de Yotsuya.
- Escola Secundária de Horikoshi Gakuen.

### Universidades e faculdades
- Universidade de Shumei (Sede de Tóquio).
- Universidade Teikyo Heisei Campus de Nakano.
- Universidade Politécnica de Tóquio.
- Universidade Meiji Campus de Nakano.
- Universidade de Tóquio Campus de Nakano.
- Faculdade Kokusai Junior.

## Transporte

### Ferrovias
JR Leste
- Linha Chuo.
- Linha Chuo-Sobu: Higashi-Nakano, Nakano.

Estrada de ferro Seibu
- Linha Seibu Shinjuku: Estações Arai Yakushi-mae, Numabukuro, Nogata, Toritsu-Kasei, Saginomiya

Metro de Tóquio
- Linha Marunouchi: Estações Shin-Nakano, Nakano-Sakaue
- Linha Honancho Branch: Nakano-Fujimicho, Nakano-Shimbashi, Nakano-Sakaue
- Linha Tozai: Nakano, Ochiai.

Bureau Metropolitano de Transporte de Tóquio
- Linha Toei Oedo: Estações Nakano-Sakaue, Higashi-Nakano, Shin-egota.

### Ônibus
- Linha Kanto
- Linha Toei
- Linha Kokusai Kogyo
- Linha Keio

### Rodovias
- C2 Rota Circular Central (Nakano-chojabashi saída)

- Rota metropolitana de Tóquio 8 (Mejiro-dori Ave., Shin-Mejiro-dōri Ave.)
- Rota metropolitana de Tóquio 439 (Senkawa-dōri Ave.)
- Rota metropolitana de Tóquio 440 (Shin-Ome-kaido Ave.)
- Rota metropolitana de Tóquio 25 (Waseda-dori Ave.)
- Rota metropolitana de Tóquio 433 (Okubo-dori Ave.)
- Rota metropolitana de Tóquio 4 (Ome-kaido Ave.)
- Rota metropolitana de Tóquio 14 (Honan-dori Ave.)
- Rota metropolitana de Tóquio 317 (Yamate-dori St.; 6th Beltway)
- Rota metropolitana de Tóquio 420 (Nakano-dori St.)
- Rota metropolitana de Tóquio 318 (Kannana-dori St.; 7th Beltway)
- Rota metropolitana de Tóquio 427 (Nakasugi-dori St.)

## Pessoas notáveis
- Kanako Yanagihara, comediante.
- Mayumi Kojima, cantor e compositor.
- Marika Matsumoto, atriz.
- Shoko Sawada, cantor e compositor.
- Yuji Tanaka, comediante.
- Ryuichi Sakamoto, ator e compositor.

## Galeria de Imagens

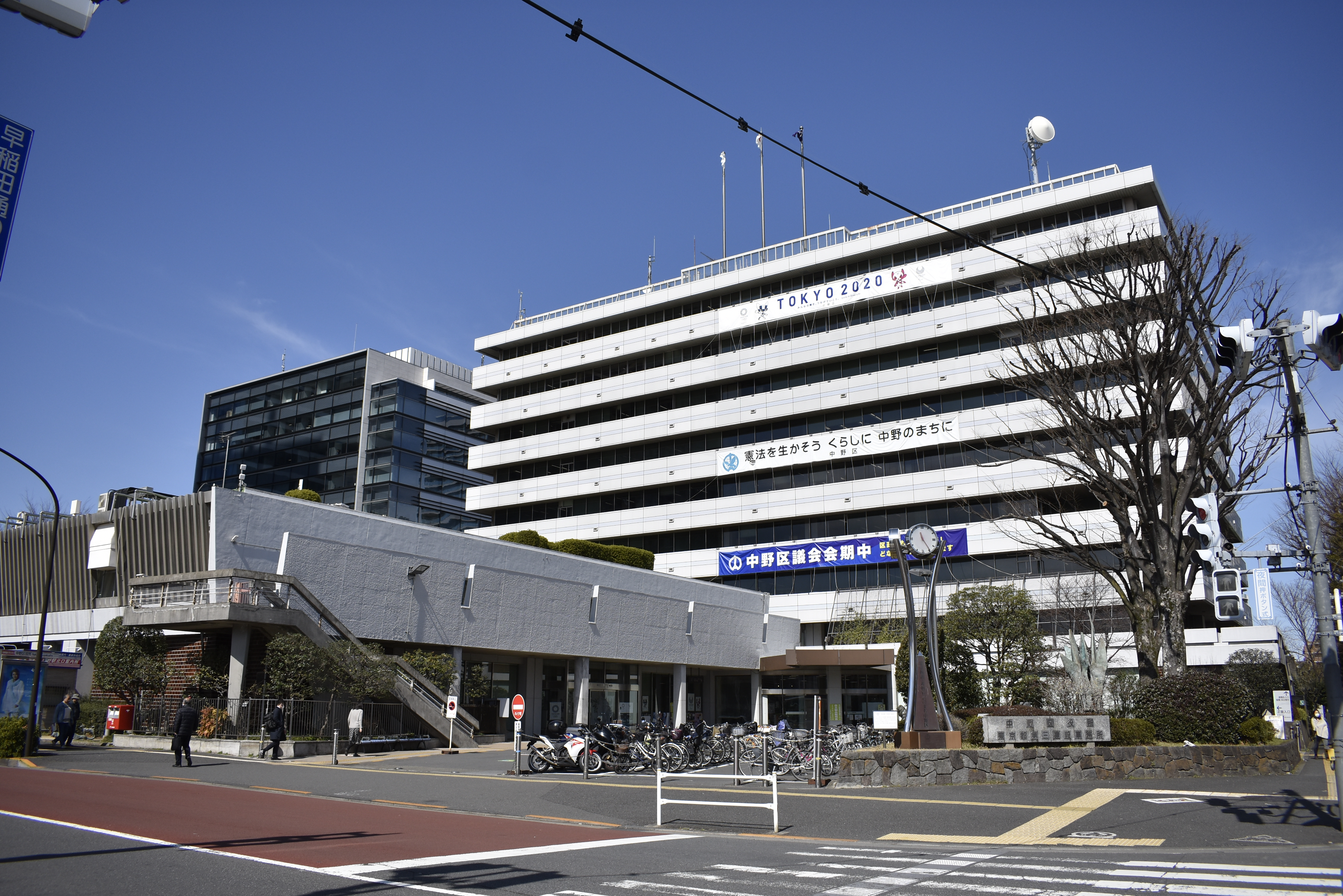
Prefeitura de Nakano
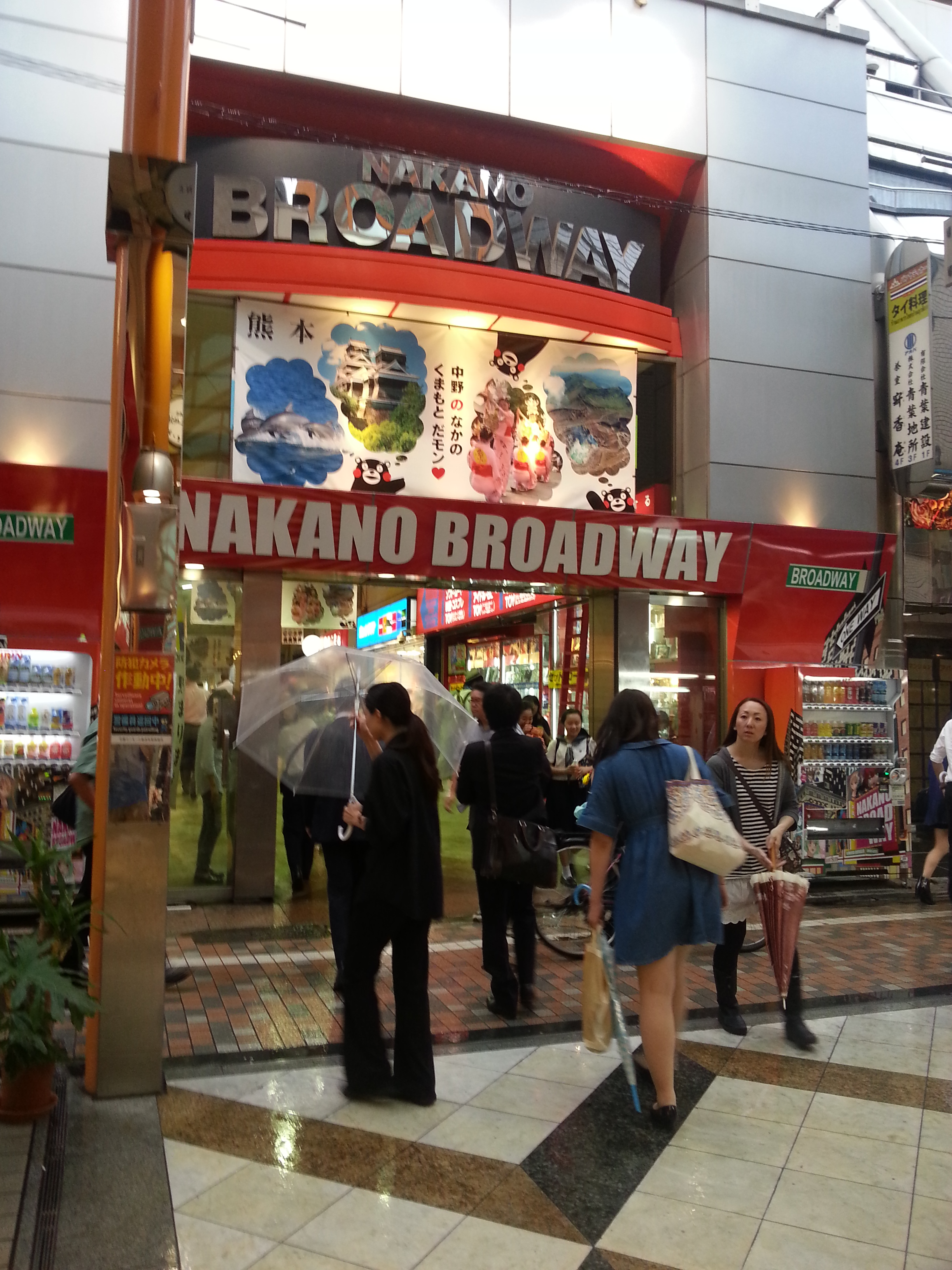
Entrada da Nakano Broadway
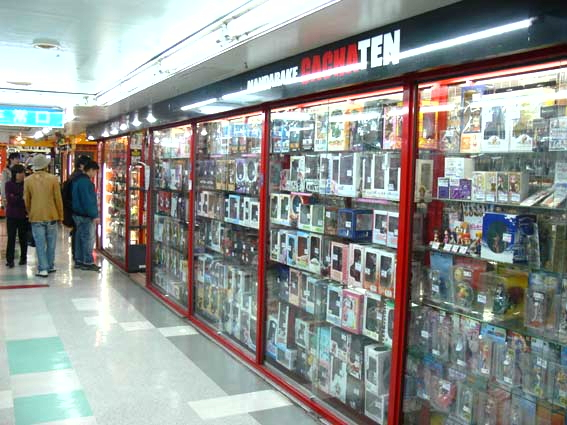
Vitrines da loja Mandarake, na Nakano Broadway.
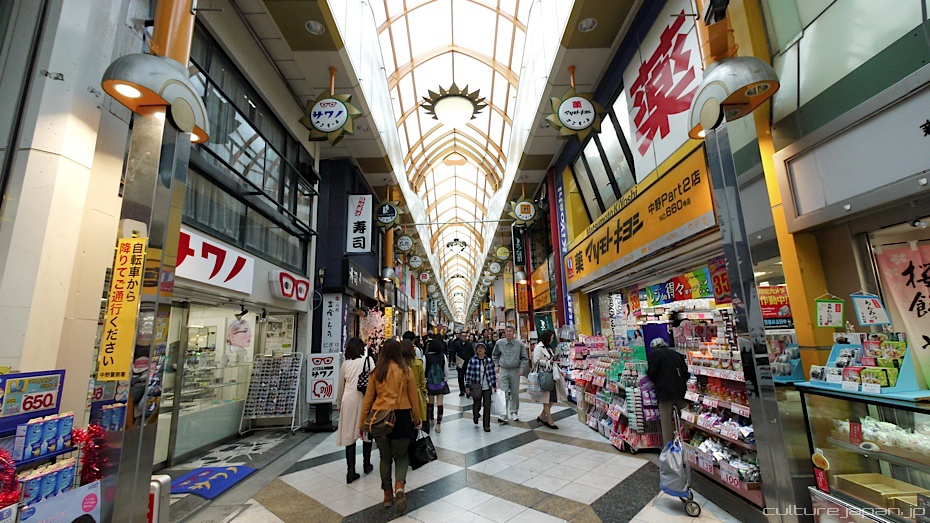
Interior da Nakano Sun Mall Shopping
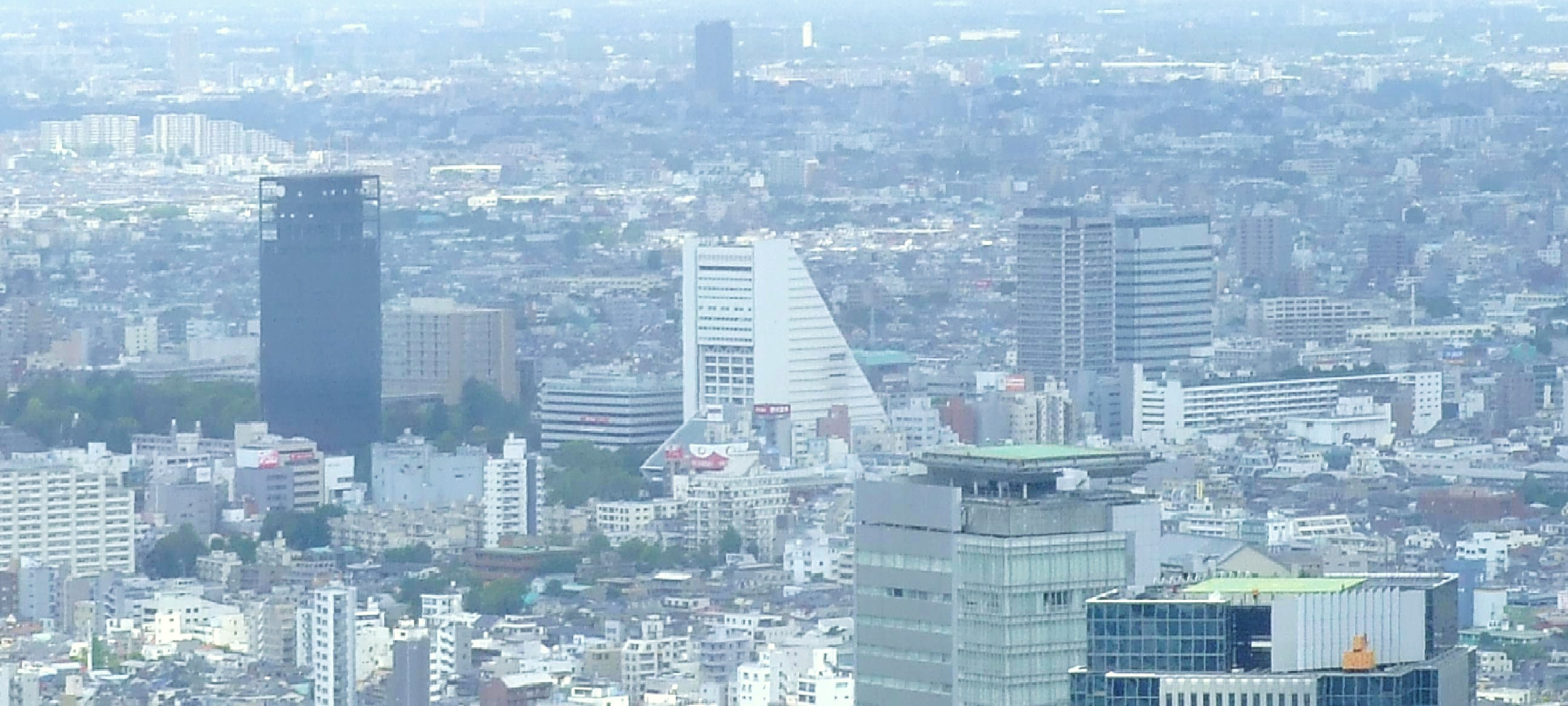
Vista aérea de Nakano
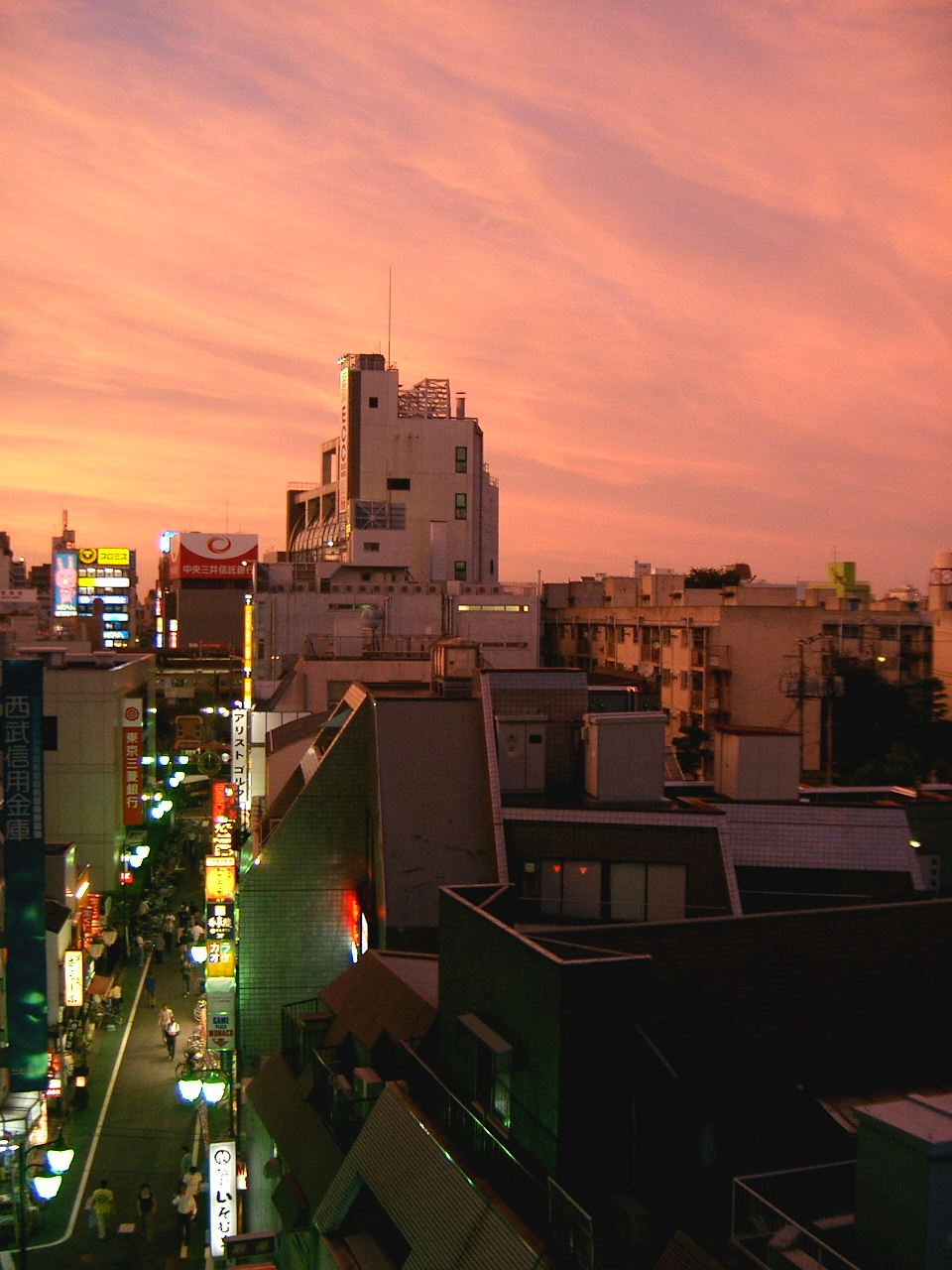
Pôr do sol em Nakano
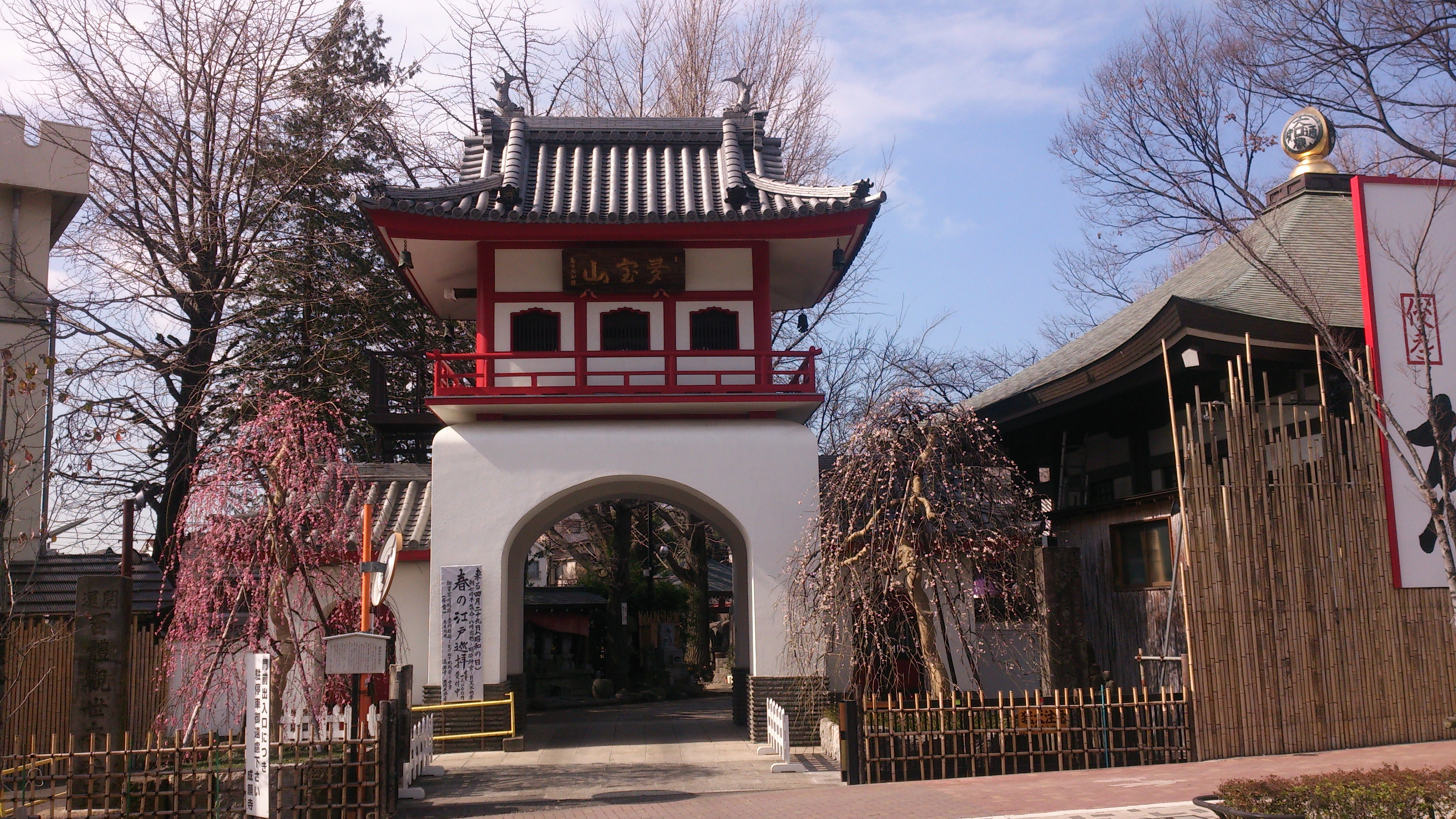
Templo Tahozan Joganji em Nakano
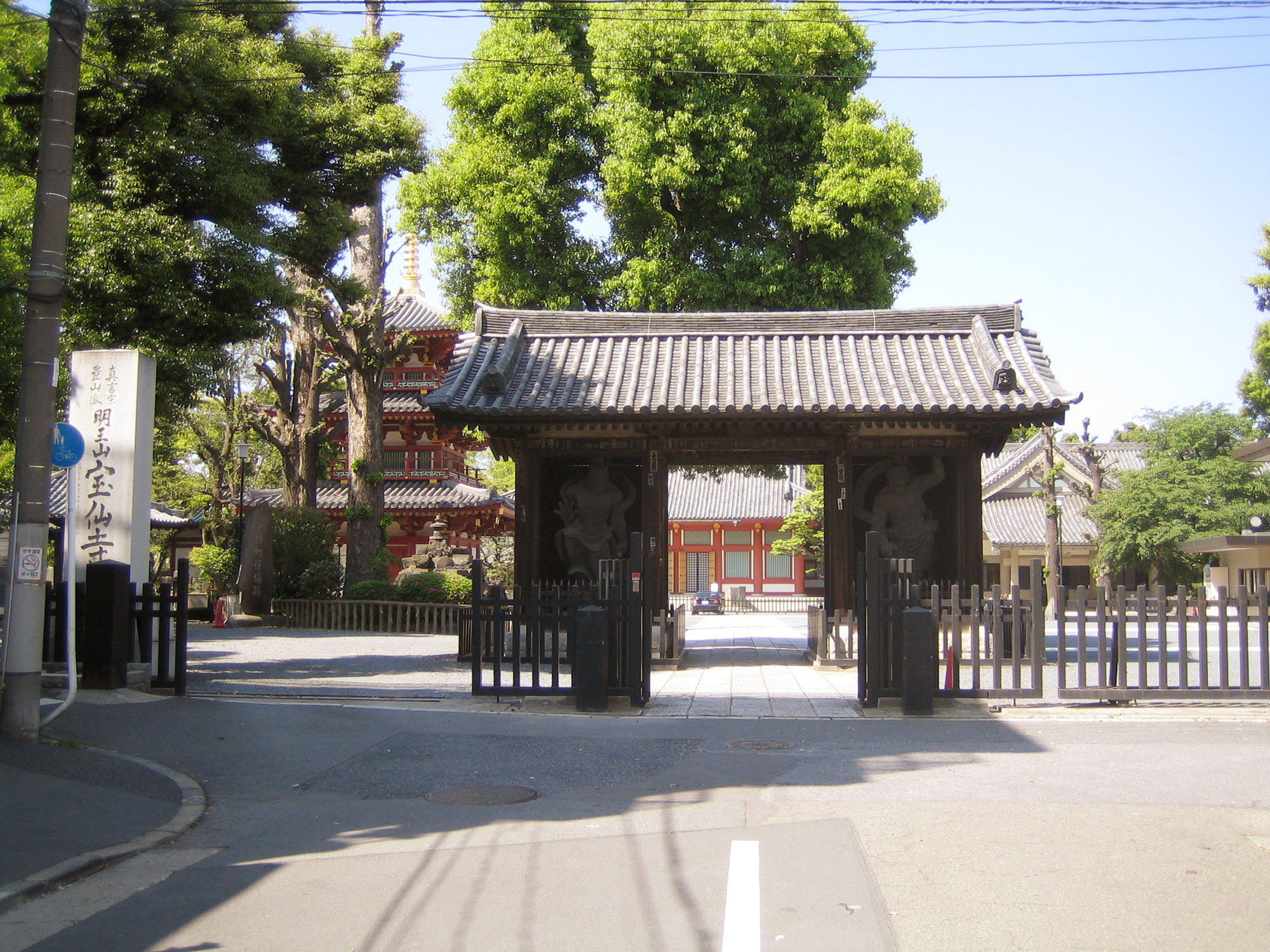
Templo Hosen-ji